# أبو هند الداري
الصحابي أبو هند الداري من بني الدار بن هانئ بن حبيب، مشهور بكنيته. واختلف في اسمه؛ فقيل: بُرَيْر، ويقال بَرّ بن عبد الله بن ربيعة بن دَرّاع بن عدي بن الدار، ابن عم تميم الداري، وقيل: بر بن عبد الله بن رزين بن عميث بن ربيعة بن دراع بن عدي بن الدار بن هانئ بن حبيب بن نمارة بن لخم، وهو مالك بن عدي بن الحارث بن مرة بن أدد، وفد على النبي صَلَّى الله عليه وسلم، وأسلم، سكن فلسطين بالبيت المقدس، ذكره ابن إسحاق في النفر الداريين الذين وَفَدُوا على رسول الله صَلَّى الله عليه وسلم، وأَمر لهم من خَيْبَر بخمسين وَسْقًا، له صحبة ورواية، قال أَبُو عُمَرَ: يعد في أهل الشام، ومخرج حديثه عن ولده.
روى مكحول الشامي عن أبي هند عن النبي أنه قال: «مَنْ قَامَ بِأَخِيهِ مَقَامَ رِيَاءٍ وَسُمْعَةٍ رَاءى اللهُ تَعَالَى بِهِ يَوْمَ القِيَامَةِ وَسَمَّعَ بهِ». وروى زياد بن أبي هند عن أبيه أن النبي قال: «مَنْ لَمْ يَرْضَ بِقَضَائِي، وَلَمْ يَصْبِرْ عَلَى بَلَائِي، فَلْيَلْتَمِسْ رَبًّا سِوَائِي». قال أبو عمر: لا يوجد هذا الحديث إلا عند ولده، وليس إسناده بالقوي.
| الأسم                                   | الشهرة                                  | الرتبة                |
| مكحول بن شهراب بن شاذل                  | مكحول بن أبي مسلم الشامي / توفي في :112 | ثقة فقيه كثير الإرسال |
| زياد بن أبي هند                         | زياد بن أبي هند الداري                  | متروك الحديث          |
| زياد بن فائد بن زياد بن فائد بن أبي هند | زياد بن فائد الداري                     | ضعيف الحديث           |
| فائد بن زياد بن أبي هند                 | فايد بن زياد الداري                     | ضعيف الحديث           |